# Mine Hayato
Mine Hayato (峯 勇斗 Mine Hayato, sinh ngày 31 tháng 8 năm 1992) là một cầu thủ bóng đá người Nhật Bản, thi đấu cho Vonds Ichihara ở vị trí tiền đạo.

## Sự nghiệp
Anh là thành viên của hệ thống trẻ Kashiwa Reysol  và sau đó anh tốt nghiệp tại Đại học Tokai. Hoàn thành đại học xong, anh quyết định ký hợp đồng với Blaublitz Akita cho mùa giải đầu tiên của J3 League. Vào tháng 1 năm 2016, anh chuyển sang Fujieda MYFC.

## Thống kê câu lạc bộ
Cập nhật đến ngày 23 tháng 2 năm 2017.
| Thành tích câu lạc bộ | Thành tích câu lạc bộ | Thành tích câu lạc bộ | Giải vô địch | Giải vô địch | Cúp                   | Cúp                   | Tổng cộng | Tổng cộng |
| Mùa giải              | Câu lạc bộ            | Giải vô địch          | Số trận      | Bàn thắng    | Số trận               | Bàn thắng             | Số trận   | Bàn thắng |
| Nhật Bản              | Nhật Bản              | Nhật Bản              | Giải vô địch | Giải vô địch | Cúp Hoàng đế Nhật Bản | Cúp Hoàng đế Nhật Bản | Tổng cộng | Tổng cộng |
| --------------------- | --------------------- | --------------------- | ------------ | ------------ | --------------------- | --------------------- | --------- | --------- |
| 2014                  | Blaublitz Akita       | J3 League             | 24           | 4            | 1                     | 0                     | 25        | 4         |
| 2015                  | Blaublitz Akita       | J3 League             | 29           | 2            | 2                     | 0                     | 31        | 2         |
| 2016                  | Fujieda MYFC          | J3 League             | 18           | 1            | 1                     | 0                     | 19        | 1         |
| Tổng                  | Tổng                  | Tổng                  | 71           | 7            | 4                     | 0                     | 75        | 7         |